# 硚口路站
硚口路站位于中华人民共和国湖北省武汉市硚口区，是武汉地铁1号线的地铁车站
。

## 车站構造
车站位于京汉大道与硚口路的交汇处，沿京汉大道布置。为东西走向。
车站为高架二层侧式站台，地面为京汉大道主干道，第二层为车站站台。

### 楼层分布
| 地上三层 | 天桥               | 站台换转通道                                   |  |  |
| 地上二层 |                    | 楼梯通往对面站台                               |  |  |
|          | 侧式站台，右侧开门 |                                                |  |  |
|          |                    | █ 1号线 往径河（太平洋）                       |  |  |
|          |                    | █ 1号线 往汉口北（崇仁路）                     |  |  |
|          | 侧式站台，右侧开门 |                                                |  |  |
|          | 站厅               | 售票機、客服中心、武漢通充值、樓梯通往對面站台 |  |  |
| 地面     | 北站厅             | 售票機、客服中心、武漢通充值、A、B出入口       |  |  |
|          | 南出入口           | C出入口                                        |  |  |

### 车站出口
|                                                 |          |      |  |
| 出口編號                                        | 設施     | 照片 |  |
| A                                               |          |      |  |
| B                                               | (未开放) |      |  |
| C₁                                              |          |      |  |
| C₂                                              |          |      |  |
| 注： 設有升降機 \| 設有輪椅升降台 \| 設有洗手間 |          |      |  |

## 历史
硚口路站是武汉地铁1号线一期工程的站点之一。2004年7月28日正式开通运营。

## 接驳交通

### 公汽
79、电3、520、411、588、558、737、609、622

## 邻近地区
武汉地铁集团有限公司、武汉供电设计院、小蓝鲸酒店、艳阳天酒店、葛洲坝大酒店、中百仓储硚口路购物广场、快乐海鲜城、中山医院、君益宾馆、一品天下休闲娱乐城、硚口路小学、同馨花园

### 内部链接
- 武汉地铁车站列表